# パレード (スパンダー・バレエのアルバム)
| 専門評論家によるレビュー | 専門評論家によるレビュー |
| レビュー・スコア         | レビュー・スコア         |
| 出典                     | 評価                     |
| ------------------------ | ------------------------ |
| Allmusic                 | [ 2 ]                    |

『パレード』(Parade) は、スパンダー・バレエの4枚目のスタジオ・アルバムで、1984年5月25日にクリサリス・レコードからリリースされた。このアルバムには、全英シングルチャートでトップ10入りしたヒット曲である「ふたりの絆 (Only When You Leave)」（全英3位、アメリカ合衆国でもマイナー・ヒットとなった）と「アイル・フライ・フォー・ユー (I'll Fly for You)」（全英9位）の2曲が含まれていた。

## トラック・リスト
| 全作詞・作曲: ゲイリー・ケンプ。 |                                                                                            |                               |                               |      |
| #                                | タイトル                                                                                   | 作詞                          | 作曲・編曲                    | 時間 |
| 1.                               | 「ふたりの絆 (Only When You Leave)」                                                       | ゲイリー・ケンプ （ 英語版 ） | ゲイリー・ケンプ （ 英語版 ） | 5:12 |
| 2.                               | 「ハイリー・ストラング (Highly Strung)」                                                   | ゲイリー・ケンプ （ 英語版 ） | ゲイリー・ケンプ （ 英語版 ） | 4:11 |
| 3.                               | 「アイル・フライ・フォー・ユー (I'll Fly for You)」                                        | ゲイリー・ケンプ （ 英語版 ） | ゲイリー・ケンプ （ 英語版 ） | 5:37 |
| 4.                               | 「ネイチャー・オブ・ザ・ビースト (Nature of the Beast)」                                   | ゲイリー・ケンプ （ 英語版 ） | ゲイリー・ケンプ （ 英語版 ） | 5:15 |
| 5.                               | 「リヴェンジ・フォー・ラヴ (Revenge for Love)」                                            | ゲイリー・ケンプ （ 英語版 ） | ゲイリー・ケンプ （ 英語版 ） | 4:23 |
| 6.                               | 「オールウェイズ・イン・ザ・バック・オブ・マイ・マインド (Always in the Back of My Mind)」 | ゲイリー・ケンプ （ 英語版 ） | ゲイリー・ケンプ （ 英語版 ） | 4:30 |
| 7.                               | 「ウィズ・ザ・プライド (With the Pride)」                                                  | ゲイリー・ケンプ （ 英語版 ） | ゲイリー・ケンプ （ 英語版 ） | 5:32 |
| 8.                               | 「ラウンド・アンド・ラウンド (Round and Round)」                                           | ゲイリー・ケンプ （ 英語版 ） | ゲイリー・ケンプ （ 英語版 ） | 5:30 |

## チャート
アルバム
| 年   | チャート                                      | 最高位 |
| ---- | --------------------------------------------- | ------ |
| 1984 | アメリカ合衆国 Billboard 200                  | 50     |
| 1984 | イギリス 全英アルバムチャート                 | 2      |
| 1984 | オーストラリア ケント・ミュージック・レポート | 4      |

シングル
| 年   | シングル              | チャート                         | 最高位 |
| ---- | --------------------- | -------------------------------- | ------ |
| 1984 | "Only When You Leave" | イギリス 全英シングルチャート    | 3      |
| 1984 | "Only When You Leave" | アメリカ合衆国 Billboard Hot 100 | 34     |
| 1984 | "I'll Fly for You"    | イギリス 全英シングルチャート    | 9      |
| 1984 | "Highly Strung"       | イギリス 全英シングルチャート    | 15     |
| 1984 | "Round and Round"     | イギリス 全英シングルチャート    | 18     |